# Natural Blues
Singles de Moby
Why Does My Heart Feel So Bad? Porcelain
Pistes de Play
Find My Baby Why Does My Heart Feel So Bad?
Natural Blues est une chanson de Moby sortie en single en 2000 et le cinquième extrait de l'album Play édité en 1999. La partie vocale est un remix entier de la chanson Trouble So Hard enregistrée par la chanteuse américaine Vera Hall en 1937.

## Clip vidéo
Tout comme pour la chanson Porcelain, il existe deux versions:
Une version nous montre Moby dans le rôle d'un vieillard dans une maison de retraite qui revoit sa vie et sa mère jeune jouée par l'actrice américaine Christina Ricci.
L'autre est un dessin animé mettant en scène le personnage cher à Moby : Little Idiot, comme pour le clip de Why Does My Heart Feel So Bad?.

## Pistes
CD single
1. Natural Blues (Single Version)— 3:03
2. The Whispering Wind — 6:08
3. Sick in the System - 4:17

CD single (remixes)
1. Natural Blues (Perfecto Mix) — 8:12
2. Natural Blues (Mike D Edit) — 4:14
3. Natural Blues (Peace Division Edit) - 6:29